# Charsianon
Charsianon (altgriechisch Χαρσιανόν) war der Name einer byzantinischen Festung und des dazugehörigen Themas in der Gegend von Kappadokien im östlichen Kleinasien (heutige Türkei).

## Geschichte
Die Festung Charsianon (altgriechisch Χαρσιανόν κάστρον, Charsianon kastron; arabischQal'e-i Ḥarsanōs) wird erstmals 638 während der Frühphase der Islamischen Expansion erwähnt und wurde angeblich nach einem General Justinians I. namens Charsios benannt. Die Araber eroberten sie erstmals 730 und während des ganzen nächsten Jahrhunderts blieb sie zwischen Byzantinern und Arabern umkämpft. Im frühen 9. Jahrhundert wurde die Festung Sitz einer Kleisoura, einem getrennt verwalteten, befestigten Grenzbezirk. Zwischen 863 und 873 wurde die Kleisoura in den Status eines vollwertigen Themas erhoben, wobei es Territorien der benachbarten Themen von Bukellarion, Armeniakon und Kappadokien erhielt. Der Strategos des Themas erhielt einen jährlichen Sold von 20 Pfund Gold und befehligte arabischen Quellen zufolge 4000 Soldaten und vier Festungen.
Im 10. Jahrhundert wurde das Thema von Charsianon ein wichtiger Stützpunkt der landbesitzenden Militäraristokratie; die einflussreichen Familien der Argyros und Maleinos besaßen hier ihre Ländereien. Nach 1045 wurde eine große Anzahl von Armeniern einschließlich des früheren Königs Gagik II. (regierte 1042–1045) im Thema angesiedelt, was zu Streitigkeiten mit den örtlichen Griechen führte. Das Thema ging nach der Schlacht von Manzikert 1071 an die Seldschuken verloren. Gagik II. ist als letzter Doux von Charsianon 1072–1073 bezeugt.